# Ormyrus langlandi
Ormyrus langlandi är en stekelart som beskrevs av Girault 1920. Ormyrus langlandi ingår i släktet Ormyrus och familjen kägelglanssteklar. Inga underarter finns listade i Catalogue of Life.